# Ziziphus seleri
Ziziphus seleri är en brakvedsväxtart som beskrevs av Ludwig Eduard Loesener. Ziziphus seleri ingår i släktet Ziziphus och familjen brakvedsväxter. Inga underarter finns listade i Catalogue of Life.